# Абу Шади, Ахмед Заки
Ахме́д За́ки Абу́ Ша́ди (араб. أحمد زكي أبو شادي, Aḥmad Zakī Abū Shādī‎; 1892—1955) — египетский поэт, писатель, филолог и переводчик, с 1946 года проживавший в США.

## Биография
Родился в Каире 9 февраля 1892 года. Получив начальное и среднее образование в Египте, затем на протяжении 10 лет учился в Лондонском университете (1912—1922) по специальности врач-бактериолог. Всерьёз там увлёкся литературой и пчеловодством. В 1936 году основал в Каире литературный кружок «Аполло» и одноимённый журнал, вокруг которого группировались представители различных течений египетской поэзии. Со дня образования (1938) работал в Александрийском университете профессором бактериологии. С 1939 года в Александрии издавал журнал «Адаби».
В апреле 1946 года эмигрировал в США. В Нью-Йорке редактировал газеты и журналы арабской диаспоры, был профессором арабской литературы в Азиатском институте Нью-Йоркского университета, сотрудничал в качестве литературного редактора в радиовещательной компании «Голос Америки».
Скоропостижно скончался в Вашингтоне 12 апреля 1955 года.

## Творческая деятельность
Писал лирические касыды и поэмы (изданы в 17 диванах), повести и драмы в стихах, исторические повести. Занимался исследованиями по арабской поэтике, автор литературно-критических статей. Переводил произведения западноевропейских и восточных поэтов, в том числе газели Хафиза Ширази и рубайат Омара Хайяма, трагедии У. Шекспира.

### Диваны (сборники стихов и поэм)
- «Росы на заре» (араб. أنداء الفجر‎, 1910)
- «Стон и звон» (араб. أنين ورنين‎, 1925)
- «Родина фараонов» (араб. وطن الفراعنة‎, 1926)
- «Лучи и тени» (араб.  أشعة وظلال‎, 1931)
- «Видения весны» (араб. أطياف الربيع‎, 1933)
- «Фонтан» (араб. الينبوع‎, 1934)
- «С небес» (араб. من السماء‎, 1949, Нью-Йорк)

### Исторические поэмы
- «Наваринское сражение» (араб. نكبة نافارين‎, 1924)
- «Маха» (араб. مها‎, 1926)
- «Зенобия, царица Пальмиры» (араб. الزباء، أو، زنوبيا ملكة تدمر‎, 1927)

### Исторические повести
- «Ибн Зейдун в заключении» («Ибн Зейдун фи сиджнихи», 1925)
- «Кончина Имру-ль-Кайса» («Ихтидар Имру-ль-Кайс», 1925)

### Либретто
- «Богини: символическая опера в 3 актах» (араб. الآلهة‎, 1927)